# Liste der Baudenkmale in Räbke
In der Liste der Baudenkmale in Räbke sind die Baudenkmale der niedersächsischen Gemeinde Räbke und ihrer Ortsteile aufgelistet. Der Stand der Liste ist der 16. Dezember 2022. Die Quelle der Baudenkmale ist der Denkmalatlas Niedersachsen.

## Allgemeines
In den Spalten befinden sich folgende Informationen:
- Lage: die Adresse des Baudenkmales und die geographischen Koordinaten. Kartenansicht, um Koordinaten zu setzen. In der Kartenansicht sind Baudenkmale ohne Koordinaten mit einem roten Marker dargestellt und können in der Karte gesetzt werden. Baudenkmale ohne Bild sind mit einem blauen Marker gekennzeichnet, Baudenkmale mit Bild mit einem grünen Marker.
- Bezeichnung: Bezeichnung des Baudenkmales
- Beschreibung: die Beschreibung des Baudenkmales. Unter § 3 Abs. 2 NDSchG werden Einzeldenkmale und unter § 3 Abs. 3 NDSchG Gruppen baulicher Anlagen und deren Bestandteile ausgewiesen.
- ID: die Objekt-ID des Baudenkmales
- Bild: ein Bild des Baudenkmales, ggf. zusätzlich mit einem Link zu weiteren Fotos des Baudenkmals im Medienarchiv Wikimedia Commons. Wenn man auf das Kamerasymbol klickt, können Fotos zu Baudenkmalen aus dieser Liste hochgeladen werden:

## Räbke

### Gruppe: Hauptstraße 5
Die Gruppe hat die ID 32630376. Dreiseitige Hofanlage als Fachwerkbaugruppe mit Wohn- und Wirtschaftsgebäuden des 18. und 19. Jahrhunderts

| Lage                                       | Bezeichnung     | Beschreibung | ID       | Bild |
| ------------------------------------------ | --------------- | --- | -------- | ---- |
| Hauptstraße 5 52° 11′ 47″ N, 10° 52′ 38″ O | Wohnhaus        | Zweigeschossiger Fachwerkbau unter Schopfwalmdach. Fachwerkgefüge mit gekuppelten Ständern, zweifeldigen Streben und im Erdgeschoss mit doppelter, im Obergeschoss mit einfacher Verriegelung. Südwestlich Hauptzugang, am östlichen Gebäudeviertel Versatz im Fachwerkgefüge durch höheres Erdgeschoss. Östliches Giebelfeld mit Zierfachwerk. Älterer Kernbau von 1788, östlicher Anbau von um 1900. | 32666860 |      |
| Hauptstraße 5 52° 11′ 47″ N, 10° 52′ 37″ O | Galeriespeicher | Zweigeschossiger Galeriespeicher unter Satteldach in Ziegelpfannendeckung. Erdgeschoss massiv in Ziegelmauerwerk mit Segmentbogenöffnungen, Obergeschoss in Fachwerk mit hölzernen Galerie mit Balustrade im Brüstungsbereich. | 32667495 |      |
| Hauptstraße 5 52° 11′ 46″ N, 10° 52′ 38″ O | Stall           | Zweigeschossiger Fachwerkbau unter Halbwalmdach in Ziegelpfannendeckung. Fachwerkgefüge mit Ziegelausfachung, östlicher Gebäudeteil auf hohem Natursteinsockel. | 32665816 |      |
| Hauptstraße 5 52° 11′ 46″ N, 10° 52′ 38″ O | Nebengebäude    | Eingeschossiger und quergestellter Kopfbau des südlichen Stallgebäudes als kleiner Fachwerkbau auf Werksteinsockel unter Satteldach in Krempziegeldeckung. Nördliche Giebelseite mit Hauptzugang und Ladeluke, Fenster mit Segmentbogenstürzen. | 32666037 | BW   |

### Gruppe: Hauptstraße 6
Die Gruppe hat die ID 32630308.

| Lage                                        | Bezeichnung          | Beschreibung | ID       | Bild |
| ------------------------------------------- | -------------------- | --- | -------- | ---- |
| Hauptstraße 6 52° 11′ 48″ N, 10° 52′ 38″ O  | Wohnhaus             | Zweigeschossiger Fachwerkbau auf hohem Kellersockel unter Satteldach in Ziegelpfannendeckung. Achsenmittiger südlicher Zugang hinter späterem Windfang, symmetrisches Fachwerkgefüge mit zweifeldigen Streben zweifacher Verriegelung und Ziegelsichtausfachung. Rückwärtig späterer Windfang. Haupthaus der Hofanlage.                                                    | 32666877 |      |
| Hauptstraße 6 52° 11′ 49″ N, 10° 52′ 39″ O  | Stall                | Zweigeschossiger Stall unter abgewinkeltem Satteldach unter Ziegelpfannendeckung. Erdgeschoss massiv in Ziegelmauerwerk mit Segmentbogenfenstern. | 32667512 |      |
| Hauptstraße 6a 52° 11′ 50″ N, 10° 52′ 39″ O | unbestimmtes Gebäude | | 32666275 |      |
| Hauptstraße 6b 52° 11′ 49″ N, 10° 52′ 39″ O | Scheune              | Eingeschossiger Fachwerkbau auf niveauausgleichendem Natursteinsockel unter Satteldach. Fachwerkgefüge mit dreifeldigen Streben und dreifacher Verriegelung sowie Ziegelausfachung, im Norden verputzt, südseitig gestrichen, östliches Giebelfeld roh belassen. Zur östlichen Giebelseite Längsdurchfahrt sowie Einfahrt jeweils zur westlichen und südlichen Traufseite. | 32665833 |      |
| Hauptstraße 6b 52° 11′ 49″ N, 10° 52′ 38″ O | Wohnhaus             | | 32666054 |      |

### Gruppe: Hauptstraße 14
Die Gruppe „Hauptstraße 14“ hat die ID 32630321.

| Lage                                        | Bezeichnung        | Beschreibung | ID       | Bild |
| ------------------------------------------- | ------------------ | --- | -------- | ---- |
| Hauptstraße 14 52° 11′ 47″ N, 10° 52′ 31″ O | Wohnhaus           | | 32666910 | BW   |
| Hauptstraße 14 52° 11′ 47″ N, 10° 52′ 32″ O | Wirtschaftsgebäude | Östlicher Fachwerkflügel der Hofanlage auf Sockel unter Schopfwalmdach in Ziegelpfannendeckung, Giebeldreiecke in Ziegelpfannenbehang. In südlicher Gebäudehälfte Tordurchfahrt, östlich Winkelbau vorgelagert. | 32666071 |      |
| Hauptstraße 14 52° 11′ 47″ N, 10° 52′ 32″ O | Wirtschaftsgebäude | | 32666292 |      |
| Hauptstraße 14 52° 11′ 47″ N, 10° 52′ 30″ O | Scheune            | | 32667530 |      |
| Hauptstraße 14 52° 11′ 46″ N, 10° 52′ 32″ O | Wirtschaftsgebäude | Südlicher Wirtschaftsflügel als Fachwerkbau unter Satteldach mit gestufter Firsthöhe. Freiliegende Giebelflächen in Ziegelpfannenbehang, Fachwerkgefüge mit verputzter Ausfachung.                              | 32665850 |      |

### Gruppe: Hauptstraße 24, 25/Schanze 57
Die Gruppe hat die ID 32630412. Ortsbildwirksame Fachwerkbaugruppe mit Wohn- und Wirtschaftsgebäuden der ersten und zweiten Hälfte des 19. Jahrhunderts.

| Lage                                        | Bezeichnung | Beschreibung | ID       | Bild |
| ------------------------------------------- | ----------- | --- | -------- | ---- |
| Hauptstraße 24 52° 11′ 41″ N, 10° 52′ 46″ O | Wohnhaus    | Wohnhaus eines Dreiseithofes als zweigeschossiger Fachwerkbau unter Halbwalmdach in Ziegelpfannendeckung. Südlicher achsenmittiger Hauptzugang, symmetrisches Fachwerkgefüge mit zweifeldigen Streben und Ziegelsichtausfachung. Westliche Giebelseite vollständig in Ziegelpfannenbehang. Im Inneren bauzeitliche Zementfliesen in Flur und Küche, Geschosstreppe sowie Innentüren. | 32666983 |      |
| Hauptstraße 24 52° 11′ 41″ N, 10° 52′ 46″ O | Scheune     | | 32667547 |      |
| Hauptstraße 25 52° 11′ 40″ N, 10° 52′ 46″ O | Wohnhaus    | Zweigeschossiges, giebelständiges Fachwerkhaus auf Naturstein-Kellersockel unter Schopfwalmdach in Ziegelpfannendeckung. Westliche Giebelseite im Obergeschoss und Giebelfeld in Krempziegelbehang. | 32667000 |      |
| Schanze 57 52° 11′ 40″ N, 10° 52′ 47″ O     | Wohnhaus    | Zweigeschossiges Fachwerkhaus auf hohem niveauausgleichendem Bruchsteinsockel unter Schopfwalmdach in Ziegelpfannendeckung. Achsensymmetrisches Fachwerkgefüge mit geschosshohen Streben und einfacher Verriegelung sowie verputzter Ausfachung. Zugang zur südlichen Traufseite. Östliches Giebelfeld und Obergeschoss in Ziegelpfannenbehang.                                      | 32667212 |      |

### Gruppe: Kirchhof Räbke
Die Gruppe hat die ID 32630294. Ortsbildwirksamer historischer Ortskern mit Kirche, dem eingefriedeten Gelände des Kirchhofes sowie einem Gefallenendenkmal.

| Lage                                     | Bezeichnung         | Beschreibung | ID       | Bild           |
| ---------------------------------------- | ------------------- | --- | -------- | -------------- |
| Hauptstraße 52° 11′ 40″ N, 10° 52′ 43″ O | St.-Stephani-Kirche | Verputzter Massivbau als Zentralbau auf quadratischen Grundriss und Sockel unter ziegelgedecktem Pyramidendach mit Dachreiter. Fassadenlaibungen in Sandsteinwerksteinen, große Rundbogenfenster, nördliches Eingangsportal über Vorhalle von 1904, südliches Portal mit Rundfenster darüber, in der Mittelachse Dachhäuschen mit sprossengeteiltem Glasfenster. Geometrische Glasmalereien im neugotischen Stil. Schiefergedeckter Dachreiter mit Turmuhr sowie Glockenstuhl, flaches Pyramidendach mit Spitze und Knauf als Abschluss. Im Inneren hölzerne Empore sowie Kanzelaltar nach Braunschweiger Stilrichtung. | 32666788 | Weitere Bilder |
| Hauptstraße 52° 11′ 40″ N, 10° 52′ 44″ O | Kirchhof            | Kirchhof mit mittlerweile eingeebneten Gräbern | 32666805 |                |
| Hauptstraße 52° 11′ 40″ N, 10° 52′ 43″ O | Kriegerdenkmal      | | 32666823 |                |
| Hauptstraße 52° 11′ 40″ N, 10° 52′ 43″ O | Umfassungsmauer     | Dem Straßenverlauf entsprechend konvexe Einfriedungsmauer aus Bruchsteinmauerwerk mit Naturstein-Abdeckplatten. Treppenzugang zum Nordportal der Kirche. | 32689870 |                |

### Gruppe: Ortskern Räbke
Die Gruppe hat die ID 32630280.

| Lage                                           | Bezeichnung               | Beschreibung | ID       | Bild |
| ---------------------------------------------- | ------------------------- | --- | -------- | ---- |
| Breite Straße 85 52° 11′ 47″ N, 10° 52′ 46″ O  | Wohnhaus                  | Zweigeschossiges Fachwerkhaus auf Ziegelblendsockel unter Schopfwalmdach in Ziegelpfannendeckung. Symmetrisches Fachwerkgefüge mit geschosshohen Streben, gekuppelten Ständern und zweifacher Verriegelung sowie verputzter Ausfachung. Hofseitig achsenmittiger Zugang mit Windfang, Durchfensterung mit Galgenfenstern. | 32666565 |      |
| Breite Straße 85 52° 11′ 46″ N, 10° 52′ 47″ O  | Scheune                   | Langgestreckter Fachwerkbau auf Bruchsteinsockel unter Schopfwalmdach in Ziegelpfannendeckung. Zur nördlichen Giebelseite Längsdurchfahrt zur Remise. Ständerfachwerk mit verputzter Ausfachung, zur Südseite Stockwerksbauweise sowie Pfannenbehang im Giebelfeld. | 32667461 |      |
| Breite Straße 85 52° 11′ 46″ N, 10° 52′ 45″ O  | Stall                     | Zweigeschossiges Stallgebäude unter Satteldach in Ziegelpfannendeckung. Erdgeschoss massiv in Ziegelmauerwerk, Obergeschoss in Fachwerk in Ziegelsichtsetzung. Hofseitig zahlreiche Wirtschaftsöffnungen, teilweise unter Segmentbögen. Westlicher Flügel des Vierseithofes. | 32666003 |      |
| Breite Straße 85 52° 11′ 45″ N, 10° 52′ 46″ O  | Wirtschaftsgebäude        | | 32665782 |      |
| Breite Straße 86 52° 11′ 46″ N, 10° 52′ 48″ O  | Wohnhaus                  | Zweigeschossiges massives Wohnhaus mit Verblendziegelmauerwerk auf Naturstein-Kellersockel unter Satteldach in Ziegelpfannendeckung. Zur Südseite achsenmittiger Eingang mit zweiläufiger Treppe mit Hochpodest, Durchfensterung mit überstabten Segmentbogenfenstern, Fensterbänke aus Naturstein auf Konsolen. Im Brüstungs- und Traufbereichen Ziegelziersetzungen, geschosstrennendes Gurtgesims. | 32666582 |      |
| Breite Straße 86 52° 11′ 46″ N, 10° 52′ 48″ O  | Wirtschaftsgebäude        | Eineinhalbgeschossiger Wirtschaftsflügel auf Natursteinsockel unter Satteldach in Ziegelpfannendeckung. Erdgeschoss massiv, Drempelgeschoss in Fachwerk mit Ziegelsichtausfachung. Hofseitig ein achsenmittiges Zwerchhaus mit Taubenhaus, Erdgeschoss mit Wirtschaftsöffnungen unter Segmentbögen, Gebälk mit Zahnschnitt hervorgehoben, im Drempelgeschoss zahlreiche Ladeluken. Nördliche Giebelseite komplett in Ziegelmauerwerk mit Treppenfries und abgeschrägten westlichen Gebäudeecke sowie einer östlichen Tordurchfahrt.                                                                                     | 32667478 |      |
| Breite Straße 86 52° 11′ 46″ N, 10° 52′ 49″ O  | Wirtschaftsgebäude        | | 32666020 |      |
| Breite Straße 86 52° 11′ 45″ N, 10° 52′ 49″ O  | Wirtschaftsgebäude        | | 32665799 |      |
| Breite Straße 87 52° 11′ 46″ N, 10° 52′ 50″ O  | Wohn-/ Wirtschaftsgebäude | Zweigeschossiger Fachwerkbau auf Natursteinsockel unter Schopfwalmdach in Ziegelpfannendeckung. An östlicher Seite Tordurchfahrt, hofseitig nachträglich zugesetzt. Rückwärtiger Zugang mit profilierter Einfassung, symmetrisches Fachwerkgefüge mit geschosshohen Streben sowie verputzten Ausfachung, teils mit Bruchsteinausfachung. Westliches Giebelfeld in Falzziegeldeckung. | 32666599 |      |
| Breite Straße 88 52° 11′ 45″ N, 10° 52′ 51″ O  | Wohnhaus                  | Zweigeschossiger Fachwerkbau auf Natursteinsockel unter Schopfwalmdach in Ziegelpfannendeckung. Zur Ostseite leicht außermittiger Hauptzugang hinter moderner Außentreppe, Symmetrisches Fachwerkgefüge mit geschosshohen Streben, einfacher Verriegelung und Ziegelsichtausfachung. Südliches Giebelfeld in Krempziegeldeckung. | 32666616 |      |
| Breite Straße 88 52° 11′ 44″ N, 10° 52′ 52″ O  | Scheune                   | Großer südlicher Scheunenflügel eines Vierseithofes auf Natursteinsockel unter Satteldach in Ziegelpfannendeckung. Fachwerkgefüge in Ständerbauweise und Ziegelausfachung, zur Südseite verputzt, zu den Längsseiten große und kleine Wirtschaftstore, östliches Giebelfeld in Ziegelpfannenbehang. | 32665935 |      |
| Breite Straße 88 52° 11′ 45″ N, 10° 52′ 52″ O  | Stall                     | Zweigeschossiger Bau unter Satteldach, Erdgeschoss massiv in Ziegelmauerwerk, ebenso die baulich verbundene nordwestliche Tordurchfahrt, Obergeschoss in Fachwerk. Nördliche Giebelseite in Ziegelpfannenbehang. | 32667615 |      |
| Breite Straße 88 52° 11′ 46″ N, 10° 52′ 51″ O  | Wirtschaftsgebäude        | Wirtschaftsflügel als verputzter Massivbau unter Pultdach. | 32666377 |      |
| Breite Straße 88 52° 11′ 45″ N, 10° 52′ 51″ O  | Wirtschaftsgebäude        | | 32666156 | BW   |
| Breite Straße 91 52° 11′ 46″ N, 10° 52′ 54″ O  | Wohnhaus                  | Zweigeschossiger Fachwerkbau auf verputztem Sockel unter Satteldach. Fachwerkgefüge mit Ziegelsichtausfachung. Zur Westseite niedrigerer Wohnanbau mit seitlichen Eingang, freistehende Giebelfläche in Ziegelpfannenbehang. | 32666650 |      |
| Breite Straße 91 52° 11′ 46″ N, 10° 52′ 54″ O  | Scheune                   | Zweigeschossiger Scheunenflügel auf Natursteinsockel unter Schopfwalmdach in Ziegelpfannendeckung. Erdgeschoss in Ziegelmauerwerk, Obergeschoss in Fachwerk mit verputzten Gefachen, zur Nordseite in großes Längsdurchfahrtstor. | 32667598 |      |
| Breite Straße 91 52° 11′ 45″ N, 10° 52′ 55″ O  | Stall                     | | 32665918 | BW   |
| Breite Straße 93 52° 11′ 47″ N, 10° 52′ 54″ O  | Wohnhaus                  | Zweigeschossiger Massivbau mit gelben Verblendziegelmauerwerk auf Kellersockel in Natursteinquadern unter Walmdach in Ziegelpfannendeckung. Achsensymmetrische und eingezogene Fassade mit nördlichen Hauptzugang, Gebäudeflanken durch Lisenen hervorgehoben. Im Erdgeschoss durchgehendes Sohlbankgesims, Obergeschoss über Gurtgesims mit kassettierten Brüstungsfeldern. Profilierte Fenstereinfassungen mit Überdachungen. Zur Traufe hin Konsolfries und Konsolgesims. | 32666667 |      |
| Breite Straße 95 52° 11′ 48″ N, 10° 52′ 52″ O  | Wohnhaus                  | Zweigeschossiger Fachwerkbau auf Ziegelsockel unter Satteldach in Krempziegeldeckung. Außermittiger Hauptzugang hinter vorgelagerter überdachter Treppe. Leicht verändertes Fachwerkgefüge mit doppelter Verriegelung, gekuppelten Ständern und einer verputzten Ausfachung. Östliche Giebelseite in Ziegelpfannenbehang. | 32666684 |      |
| Breite Straße 95 52° 11′ 48″ N, 10° 52′ 52″ O  | Stall                     | | 32665969 | BW   |
| Breite Straße 95 52° 11′ 47″ N, 10° 52′ 52″ O  | Scheune                   | Westlicher Scheunenflügel als Fachwerkbau auf Sockel- unter Satteldach in Ziegelpfannendeckung. An südlicher Giebelseite außermittige Tordurchfahrt sowie Ladeluke, Fachwerkgefüge mit verputzter Ausfachung. | 32665748 |      |
| Breite Straße 95 52° 11′ 48″ N, 10° 52′ 53″ O  | Scheune                   | Südlicher Scheunenflügel des Vierseithofes als verputzter Massivbau auf Sockel unter abgewinkeltem Satteldach in Ziegelpfannendeckung. Zur Westseite Längsdurchfahrt mit profiliertem Rundbogentor mit Fugenschnitt, daneben stilgleicher Durchgang für Fußgänge. Gebäude teilweise in Ziegelmauerwerk erneuert. | 32667427 |      |
| Breite Straße 97 52° 11′ 48″ N, 10° 52′ 49″ O  | Wohnhaus                  | | 32666718 |      |
| Breite Straße 97 52° 11′ 49″ N, 10° 52′ 49″ O  | Gaststättensaalanbau      | | 32666173 |      |
| Breite Straße 97 52° 11′ 48″ N, 10° 52′ 49″ O  | Wirtschaftsgebäude        | | 32667632 |      |
| Breite Straße 97 52° 11′ 48″ N, 10° 52′ 51″ O  | Scheune                   | | 32665952 |      |
| Breite Straße 97 52° 11′ 49″ N, 10° 52′ 50″ O  | unbestimmtes Gebäude      | | 32666394 |      |
| Breite Straße 98 52° 11′ 48″ N, 10° 52′ 47″ O  | Wirtschaftsgebäude        | Stallscheune als Flügelbau auf winkelförmigen Grundriss und Kalksteinsockel unter Satteldach in Ziegelpfannendeckung. Erdgeschoss teils in Kalkstein- und teils in Ziegelmauerwerk, Obergeschoss in Fachwerk mit verputzter Ausfachung. | 32666737 |      |
| Breite Straße 99 52° 11′ 47″ N, 10° 52′ 45″ O  | Wohnhaus                  | Zweigeschossiges, giebelständiges Fachwerkhaus auf Sockel in Putzquaderung unter Halbwalmdach in Ziegelpfannendeckung. Fachwerkgefüge mit zweifeldigen Streben und verputzter Ausfachung. Zur nördlichen Hofseite achsenmittiger Zugang. | 32666754 |      |
| Schaperstraße 109 52° 11′ 49″ N, 10° 52′ 45″ O | Wohnhaus                  | Langgezogenes, zweigeschossiges und giebelständiges Fachwerk-Wohnhaus auf Kalksteinsockel unter Satteldach in Ziegelpfannendeckung. Zwei symmetrisch angeordnete hofseitige Zugänge hinter vorgelagerten und überdachten Treppen, die westliche mit Hochpodest. Fachwerkgefüge mit Ziegelsichtausfachung sowie leicht vorkragendem Obergeschoss, Gebälk teils mit sichtbaren Balken und teils als Profilband verbrettert. Rückwärtig achsenmittige und nachträglich zugesetzte Tordurchfahrt, Aussteifung mit K-Streben sowie eine verputzte Ausfachung. Östliche Giebelseite ebenfalls mit einem außermittigen Zugang. | 32667246 |      |
| Schaperstraße 109 52° 11′ 48″ N, 10° 52′ 46″ O | Wirtschaftsgebäude        | Östliches, zweigeschossiges Wirtschaftsgebäude in Fachwerkbauweise auf niveauausgleichendem Naturstein-Quadersockel unter Schopfwalmdach in Ziegelpfannendeckung. Südliches Giebelfeld in Ziegelpfannenbehang, Fachwerkgefüge mit einer verputzten Ausfachung. | 32667564 |      |
| Schaperstraße 109 52° 11′ 48″ N, 10° 52′ 45″ O | Wirtschaftsgebäude        | Südwestlicher Wirtschaftsflügel der Hofanlage auf winkelförmigen Grundriss als Fachwerkbau auf Naturstein-Quadersockel unter Satteldach in Ziegelpfannendeckung. Fachwerkgefüge mit verputzter Ausfachung. | 32665884 |      |

### Gruppe: Schulstraße 82
Die Gruppe hat die ID 32630412.

| Lage                                        | Bezeichnung        | Beschreibung | ID       | Bild |
| ------------------------------------------- | ------------------ | --- | -------- | ---- |
| Schulstraße 82 52° 11′ 43″ N, 10° 52′ 48″ O | Wohnhaus           | | 32667280 |      |
| Schulstraße 82 52° 11′ 43″ N, 10° 52′ 49″ O | Toreinfahrt        | Große massive Hofeinfahrt aus Naturstein-Quadermauerwerk. Großes Rundbogentor mit Prellsteinen sowie Pfeilern mit floralen Kapitellen, nördlich daneben ein Torbogendurchgang für Fußgänger gleicher Gestaltung, darüber Jahrestafel mit Datierung „1875“. | 32666343 |      |
| Schulstraße 82 52° 11′ 42″ N, 10° 52′ 48″ O | Wirtschaftsgebäude | | 32666122 |      |
| Schulstraße 82 52° 11′ 42″ N, 10° 52′ 48″ O | Wirtschaftsgebäude | | 32665901 |      |
| Schulstraße 82 52° 11′ 42″ N, 10° 52′ 47″ O | Wirtschaftsgebäude | | 32667581 |      |

### Gruppe: Wassermühle Liesebach
Die Gruppe hat die ID 32630268. Wassermühle im Gefüge eines Vierseithofes mit Fachwerkwohn- und Wirtschaftsgebäuden der ersten und zweiten Hälfte des 19. Jahrhunderts.

| Lage                                       | Bezeichnung | Beschreibung | ID       | Bild |
| ------------------------------------------ | ----------- | --- | -------- | ---- |
| Arme Reihe 67 52° 11′ 45″ N, 10° 52′ 57″ O | Wassermühle | Wassermühle Liesebach mit Mühlenteil in Fachwerkbauweise unter Satteldach, zur Hofseite in vertikaler Holzverschalung mit Zierschnitt. Inneneinrichtung zum Teil aus der ersten Hälfte des 19. Jahrhunderts vorhanden und funktionsfähig, Wasserrad ebenfalls vorhanden. | 32667444 |      |
| Arme Reihe 67 52° 11′ 45″ N, 10° 52′ 58″ O | Stall       | Zweigeschossiges Stallgebäude unter Satteldach in Krempziegeldeckung. Erdgeschoss massiv in Ziegelmauerwerk mit Segmentbogenöffnungen und Ziegelziersetzungen, Obergeschoss in Sichtfachwerk mit Ziegelausfachung. Traufhohes außermittiges Einfahrtstor. | 32665765 |      |
| Arme Reihe 67 52° 11′ 45″ N, 10° 52′ 57″ O | Wohnhaus    | Zweigeschossiger Fachwerkbau auf verputztem Sockel unter Satteldach in Ziegelpfannendeckung, Südwestlich an das Mühlengebäude angebaut. Hofseitige vertikale Holzverschalung mit Zierschnitt, ansonsten symmetrisches Fachwerk mit Ziegelsichtausfachung. | 32666548 |      |
| Arme Reihe 67 52° 11′ 44″ N, 10° 52′ 57″ O | Scheune     | Fachwerkscheune im Süden des Gehöfts auf winkelförmigen Grundriss sowie Sandstein-Bruchsteinsockel unter Halbwalmdach in Krempziegeldeckung. Fachwerkgefüge im Ostflügel in Ständerbauweise mit dreifeldigen Streben, dreifacher Verriegelung sowie einer verputzten Ausfachung, hofseitig mit zahlreichen Wirtschaftsöffnungen. Westlicher Gebäudeteil in Rähmbauweise, dazwischen hohe Tordurchfahrt. Zur Südseite Obergeschoss in Ziegelsichtausfachung. | 32665986 |      |

### Gruppe: Wassermühlen Mühlenweg 130, 131
Die Gruppe hat die ID 32630388. Am westlichen Ortsrand gelegene benachbarte Schuntermühlen mit Wohn- und Wirtschaftsgebäuden des 18. und 19. Jahrhunderts

| Lage                                       | Bezeichnung                    | Beschreibung | ID       | Bild |
| ------------------------------------------ | ------------------------------ | --- | -------- | ---- |
| Mühlenweg 131 52° 11′ 39″ N, 10° 52′ 6″ O  | Obermühle                      | Zweigeschossiger Fachwerkbau auf Naturstein-Werksteinsockel unter steilem Satteldach in Ziegelpfannendeckung. Zur nördlichen Traufseite ein außermittiger Ladeerker mit weiteren Ladestöcken darunter, westliche Gebäudehälfte Wohnteil mit leicht außermittigen Zugang. Obergeschoss leicht vorkragend. Symmetrisches Fachwerkgefüge mit Ziegelsichtausfachung (teils in Ziegelziersetzung) sowie geschosshohen Streben, im Obergeschoss Fußwinkelpaare in den Brüstungsbereichen. Giebelseiten in Zierfachwerk, zur östlichen Giebelseite mit Einfassung und Zulauf für das Mühlenrad. 1708 errichtet. Mühlenbetrieb 1962 eingestellt. | 32667140 |      |
| Mühlenweg 130 52° 11′ 39″ N, 10° 52′ 11″ O | Amtsmahlmühle                  | Zweigeschossiger Massivbau in hellem Ziegelstein unter Satteldach in Ziegelpfannendeckung. Östliche Gebäudehälfte als ehemaliges Wohnhaus mit achsenmittigen Zugang, überstabten Segmentbogenfenstern und Ziegelziersetzungen im Gurt-, Trauf-, Sturz- und Brüstungsbereich. Westliche Gebäudehälfte mit Zwerchhaus und ehemaligen Ladeluken sowie Kranbalken. Mühle Beginn des 18. Jahrhunderts, 1956 Betrieb aufgrund Wassermangel eingestellt. | 32667106 |      |
| Mühlenweg 130 52° 11′ 39″ N, 10° 52′ 10″ O | Nebengebäude der Amtsmahlmühle | Zweigeschossiger, giebelständiger Massivbau in roten Ziegelmauerwerk unter Satteldach in Krempziegeldeckung. Hofseitig zahlreiche Wirtschaftsöffnungen sowie ein achsenmittiger Ladeerker. Ziegelziersetzungen in Form eines Deutschen Bandes, einem giebelseitigen Konsolfries sowie Konsolen für die Kopfbänder des hofseitigen Remisenvordaches. | 32667123 |      |
| Mühlenweg 130 52° 11′ 38″ N, 10° 52′ 13″ O | Schunter mit Mühlengräben      | Verlauf der Schunter mit teils kanalisierten Abzweigungen vom östlichen Schuntersee bis hin zum Hof Lampe am westlichen Ortsrand. | 32666411 |      |

### Einzelbaudenkmale
| Lage                                            | Bezeichnung               | Beschreibung | ID       | Bild           |
| ----------------------------------------------- | ------------------------- | --- | -------- | -------------- |
| Am Thie 52° 11′ 54″ N, 10° 52′ 45″ O            | Thie                      | Der Thieplatz von Räbke liegt nördlich des Ortes und ist von Bäumen eingesäumt. | 32666431 | Weitere Bilder |
| Am Thie 103 52° 11′ 52″ N, 10° 52′ 46″ O        | Wohn-/ Wirtschaftsgebäude | Zweigeschossiges, traufständiges Gebäude auf Sandstein-Werksteinsockel unter Schopfwalmdach in Krempziegeldeckung. Zur Südseite Obergeschoss leicht vorkragend über Sichtgebälk mit profilierten Balkenköpfen, ein achsenmittiger Zugang, symmetrisches Fachwerkgefüge mit geschosshohen Streben und einfacher Verriegelung, sowie Ziegelsichtausfachung. Westlich ein Wirtschaftsanbau unter niedrigerem Dachfirst mit südlichen Zugang. Nord- und Ostfassade vollständig im ornamentierten Ziegelpfannenbehang. | 32666472 |                |
| Am Thie 105 52° 11′ 51″ N, 10° 52′ 48″ O        | Wohnhaus                  | Zweigeschossiges, traufständiges Fachwerk-Wohnhaus auf Natursteinsockel unter Halbwalmdach in Ziegelpfannendeckung. Zur östlichen Traufseite ein leicht außermittiger Hauptzugang, symmetrisches Fachwerkgefüge mit geschosshohen Streben und einfacher Verriegelung sowie Ziegelsichtausfachung, Süd- und Westseite vollständig in Ziegelpfannenbehang. Haupthaus einer Hofanlage. | 32666491 |                |
| Am Thie 107 52° 11′ 51″ N, 10° 52′ 50″ O        | Wohnhaus                  | Zweigeschossiger Fachwerkbau auf Naturstein-Kellersockel unter Schopfwalmdach in Ziegelpfannendeckung, freistehend. Achsensymmetrisches Fachwerkgefüge mit geschosshohen Streben und Ziegelausfachung, teils geschlämmt und teils verputzt. Achsenmittige Durchgangsdiele, nördlich mit vorgelagerter Treppe mit Vordach sowie einem Jahrestafel über dem Eingang, südlich mit schlichter dreistufiger Freitreppe. Südliche Erdgeschossfenster mit Klappläden. | 32666510 |                |
| An der Schafbade 78 52° 11′ 43″ N, 10° 53′ 7″ O | Mühle Prinzhorn           | Zweigeschossiger Fachwerkbau auf hohem Kellersockel unter Halbwalmdach in Ziegelpfannendeckung. Zum Westen hin Wohnteil mit außermittigen südlichen Zugang hinter zweiläufiger Freitreppe mit Hochpodest, symmetrisches Fachwerkgefüge mit geschosshohen Streben, gekuppelten Ständern, einfacher Verriegelung und verputzter Ausfachung. Westlich der Mühlenteil mit südlichen Zwerchhaus mit Kranbalken sowie drunter auf drei Geschossen verteilten Ladestöcken. Rückwärtig Sockel mit Verblendziegelmauerwerk. Mühlenteil ragt am nordöstlichen Ende über den Mühlengraben vor, Vorkragung sowie westliches Giebelfeld in Ziegelpfannenbehang. | 32666529 |                |
| Hauptstraße 3 52° 11′ 50″ N, 10° 52′ 42″ O      | Wohnhaus                  | Zweigeschossiger Fachwerkbau unter Schopfwalmdach in Ziegelpfannendeckung. Erdgeschoss zur Straßenseite in Naturstein-Quadermauerwerk, darüber Krempziegelbehang. Traufseitig unregelmäßiges Fachwerkgefüge mit teils leicht gebogenen Streben, verputzte Ausfachungen mit Bordürenakzentuierungen. Außermittiger Zugang hinter hölzernem Windfang, darüber ein Dachhäuschen. | 32666840 |                |
| Hauptstraße 3 52° 11′ 50″ N, 10° 52′ 41″ O      | Torpfeiler                | Straßenseitige Natursteineinfriedung bestehend aus Mauer aus Quadersteinen sowie Toreinfahrt mit Natursteinpfeilern mit Prellsteinen, Eisenverklammerungen sowie auskragenden Kapitellen mit bekrönender Kugel. | 32693868 |                |
| Hauptstraße 19 52° 11′ 44″ N, 10° 52′ 36″ O     | Wohnhaus                  | Traufständiger zweigeschossiger Fachwerkbau auf Sockel unter Satteldach in Ziegelpfannendeckung. Unregelmäßiges Fachwerkgefüge mit teils gebogenen Streben und verputzter Ausfachung. Achsenmittiger Eingang zur südlichen Traufseite, westliches Giebelfeld und Obergeschoss in Krempziegelbehang. | 32666927 |                |
| Hauptstraße 19 52° 11′ 44″ N, 10° 52′ 37″ O     | Stall                     | Östlicher zweigeschossiger Stallanbau aus Fachwerk unter Satteldach in Ziegelpfannendeckung. Erdgeschoss massiv in Ziegelmauerwerk unterfangen, hofseitige Wirtschaftsöffnungen mit Segmentbögen. | 32691067 | BW             |
| Hauptstraße 21 52° 11′ 43″ N, 10° 52′ 37″ O     | Wohnhaus                  | Zweigeschossiger Fachwerkbau auf hohem Kalkstein-Kellersockel unter Schopfwalmdach in Ziegelpfannendeckung. Symmetrisches Fachwerkgefüge mit geschosshohen Streben, einfacher Verriegelung und verputzter Ausfachung. Freistehendes Giebelfeld in Falzziegelbehang. | 32666947 |                |
| Hauptstraße 28 52° 11′ 38″ N, 10° 52′ 46″ O     | Wohn-/ Wirtschaftsgebäude | Zweigeschossiges Gebäude in Fachwerkbauweise unter Halbwalmdach in Ziegelpfannendeckung. Fachwerkgefüge mit zweifeldigen Streben und verputzter Ausfachung, zur Westseite in Ziegelsichtsetzung. Unregelmäßiges Fenstergefüge, zur östlichen Giebelseite im Erdgeschoss mit Klappläden, zur Südseite ein außermittiger Hauptzugang hinter Windfang. | 32667017 |                |
| Hauptstraße 35 52° 11′ 37″ N, 10° 52′ 50″ O     | Wohnhaus                  | Zweigeschossiger, giebelständiger Fachwerkbau auf Werksteinsockel unter Schopfwalmdach in Falzziegeldeckung. Achsensymmetrisches Fachwerkgefüge mit geschosshohen Streben und zweifacher Verriegelung sowie einer Ziegelsichtausfachung. Südlich mittiger Eingang hinter Windfang. Westliche Giebelseite im Obergeschoss und Giebelfeld in Falzziegeldeckung, Erdgeschoss in Holzbohlenverkleidung. | 32667037 |                |
| Neisekenstraße 119 52° 11′ 42″ N, 10° 52′ 42″ O | Wohnhaus                  | | 32667157 |                |
| Neisekenstraße 119 52° 11′ 42″ N, 10° 52′ 41″ O | Stall                     | Eingeschossiger, quergelagerter Fachwerkbau auf Bruchsteinsockel unter Satteldach in Ziegelpfannendeckung. Aussteifungen in drei- und zweifeldigen Streben, westliche Gebäudehälfte in Rähmbauweise. | 32691133 |                |
| Räbke 134 52° 11′ 46″ N, 10° 53′ 35″ O          | Wassermühle               | Außerhalb des Ortes gelegene ehemalige Mittelmühle Räbke auf dem Hof Lampe | 32667193 |                |
| Schulstraße 83 52° 11′ 43″ N, 10° 52′ 50″ O     | Schule                    | Die Alte Schule ist ein zweigeschossiger, traufständiger Ziegelbau auf Sandstein-Kellersockel unter Satteldach in Ziegelpfannendeckung. Fassade mit Segmentbogenfenstern und durchgehenden Sohlbankgesims im Obergeschoss, südlich Zwerchhaus mit Freigespärre, nördlich achsenmittiger Zugang mit Freitreppe. Westliches Giebelfeld im Erdgeschoss mit Ziegelziersetzung im Rautenmuster, Obergeschoss im Plattenbehang im Schachbrettmuster. | 32667297 |                |